# M26 Pershing
M26 Pershing byl americký střední tank, původně klasifikovaný jako těžký, bojově poprvé nasazený v únoru 1945 na západní frontě druhé světové války, kde jako jediný západní typ tanku překonával německé těžké tanky Tiger I a střední tanky Panther. Dále byl nasazen během korejské války, v níž předčil sovětské tanky T-34/85.
M26 byl zamýšlen jako náhrada za M4 Sherman, ale kvůli zdlouhavému vývoji se jen malý počet těchto tanků dostal do boje v Evropě. Na základě kritérií palebné síly, mobility a ochrany historik R. P. Hunnicutt zařadil Pershing za německý těžký tank Tiger II, ale před těžký Tiger I a střední Panther. V roce 1951 byl stažen ze služby ve prospěch svého vylepšeného derivátu, tanku M46 Patton, který měl silnější a spolehlivější motor a pokročilé odpružení. Linie M26 pokračovala v modelech M47 Patton a odrazila se i v nových konstrukcích pozdějších tanků M48 Patton a M60.
Jméno získal podle generála Johna Pershinga, velitele amerických vojsk v Evropě za první světové války, který byl otcem amerického Tankového sboru.

## Vývoj

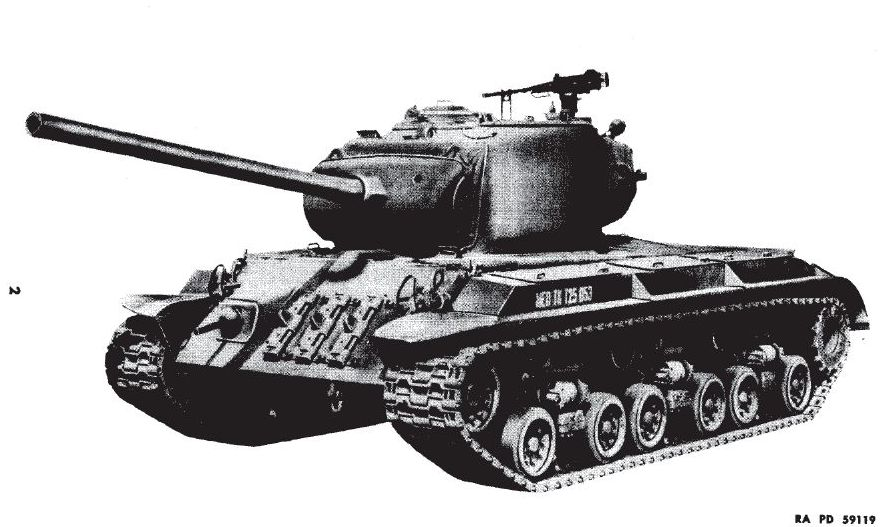
Varianta T25E1

USA mezi dvěma světovými válkami nevěnovaly vývoji tanků tolik pozornosti, jako evropské země už z toho důvodu, že se necítily přímo vojensky ohroženy. Situace se změnila po vypuknutí 2. světové války, kdy bylo jen otázkou času, kdy se válečného konfliktu zúčastní i americká armáda. Přesto se však Američané soustředili na vývoj a výrobu lehkých tanků (např. M3 Stuart), či středních tanků (M4 Sherman), které nijak nezaostávaly za staršími typy tanků německých. Situace se nezměnila ani po nástupu nových německých tanků Tiger I a Panther, protože Američané uplatňovali taktiku jejich ničení nasazením vysokého počtu Shermanů, které útočily na německé tanky v početní převaze a přes vyšší ztráty je ničily. Další taktikou bylo ničení těžkých německých tanků stíhacím a bitevním letectvem. Situace se změnila až po invazi v Normandii, kde Shermany narážely na bránící se Tigery a Panthery, které jim způsobovaly značné ztráty. Proto byly v USA obnoveny práce na rozpracovaném projektu T26 z roku 1942 a do konce roku 1944 byly vyrobeny první tanky M26 Pershing, jejichž bojové nasazení na západní frontě na sebe nedalo dlouho čekat.
K vývoji tanku M26 Pershing vedly tanky M4 Sherman, T20, T22, T23, T25 a T26. Postupně se vyvíjel tvar a velikost tanku, výzbroj, tloušťka pancéřování a typ odpružení. Nakonec byl zvolen tank T26E3 a označen jako M26 (písmenem M a číslem byla označována hlavní americká sériově vyráběné obrněná vozidla). Z tanku M26 Pershing potom vzešly těžké tanky T29, T30, T32 a T34, střední tanky/hlavní bitevní tanky M46 Patton, M47 Patton, M48 Patton, M60 Patton a vývoj postupně došel až k nejmodernějšímu M1 Abrams.

## Technické údaje

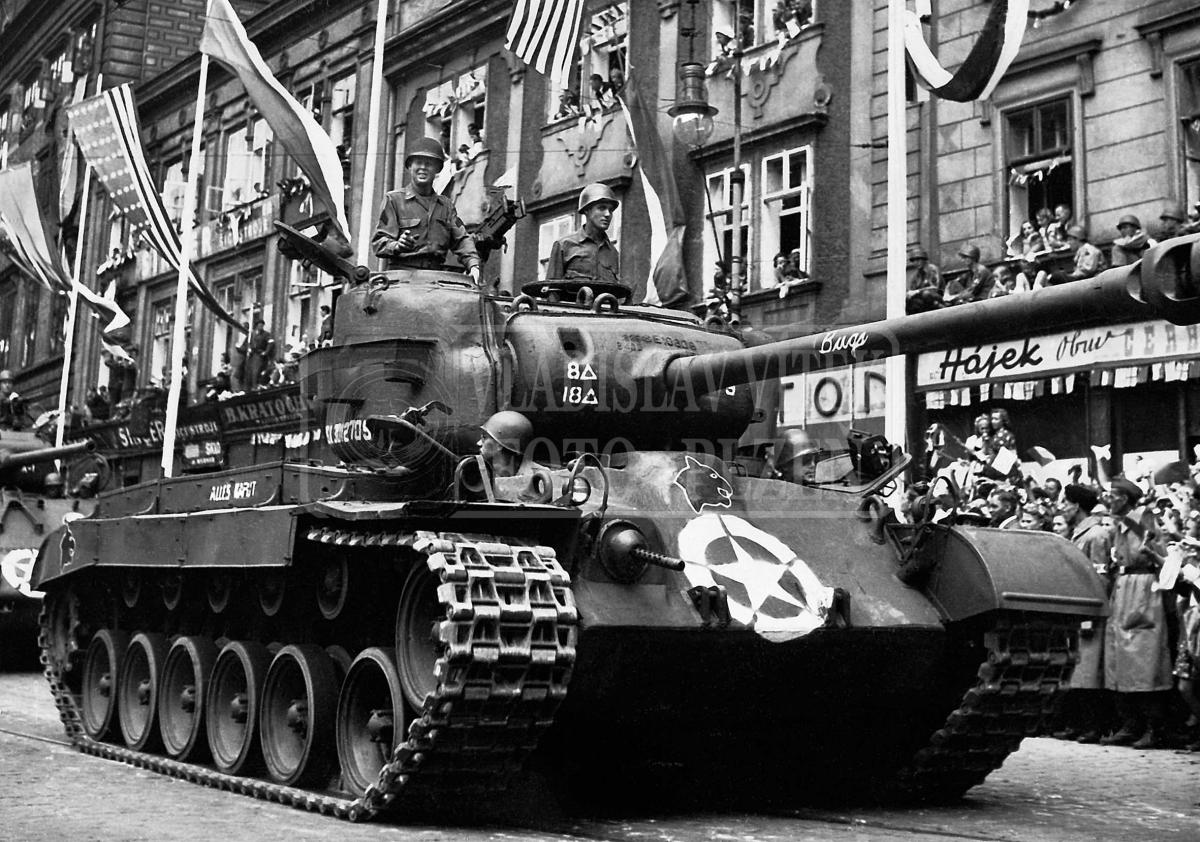
M26 v Plzni

Tank M26 Pershing měl vynikající balistické tvarování korby i věže, čímž se mu dostalo stejně dobré pasívní ochrany, jako o 15 tun těžšímu tanku Tiger I. Díky tomu měl vynikající pohyblivost, manévrovatelnost i rychlost. Jeho kanón M3 ráže 90 mm lze srovnat s 88mm kanónem KwK 36 v Tigeru I. Pershing měl i efektivní systém zaměřování díky stabilizátoru kanónu a rychlejšímu otáčení věže, některé zdroje však uvádí, že stabilizátorem vybaven nebyl. S kanónem byl spřažen koaxiální kulomet M1919A4 ráže 7,62 mm. Stejný kulomet byl instalován v čelním pancíři, na stojanu věže byl upevněn protiletadlový kulomet ráže 12,7 mm. Podvozek sestával z dvojice šesti dvojitých pojezdových kol odpružených na torzních tyčích, hnacích kol vzadu, napínacích kol vpředu a pěti napínacích kladek. Pohon tanku zajišťoval benzinový motor Ford GAF V8 o objemu 18 l, který byl uložený v jeho zadní části, a hydromechanická automatická převodovka typu Torquematic.
Tank M26 Pershing, před rozhodnutím o masové výrobě označovaný jako T26E3, byl původně zařazen do kategorie těžkých tanků, i když byl zhruba o 4 tuny lehčí, než německý střední tank Panther. Od poloviny roku 1945 byl překlasifikován jako střední tank.
Existovaly však i těžší varianty tanku Pershing. První prototyp tanku T26E4 Super Pershing, označovaný jako T26E4 Pilot Prototype No.1, byl vybaven dlouhým dělem T15E1 a přídavným pancéřováním. Druhý prototyp a následná sériové produkce o počtu 25 kusů byla vybavena dělem T15E2 pro dvoudílnou munici, jelikož manipulace s dlouhou jednodílnou municí se v malém interiéru tanku ukázala býti složitá. Tank T26E5 Pershing Jumbo o počtu 27 kusů byl lépe pancéřovanou variantou tanku M26 Pershing. Pancéřování dosahovalo 152 mm na trupu a 177 mm na věži. Termín Jumbo byl již předtím používán pro tanky M4 Sherman s posíleným pancéřováním.
Od listopadu 1944 do června 1945 bylo vyrobeno 1436 ks, do roku 1951 bylo vyrobeno 1000 ks tanků Pershing.

## Služba

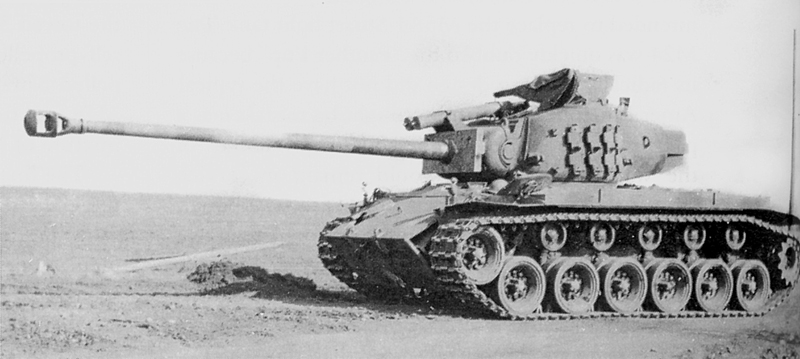
M26 „Super Pershing“ po příjezdu do Evropy s dodatečným čelním pancéřováním.

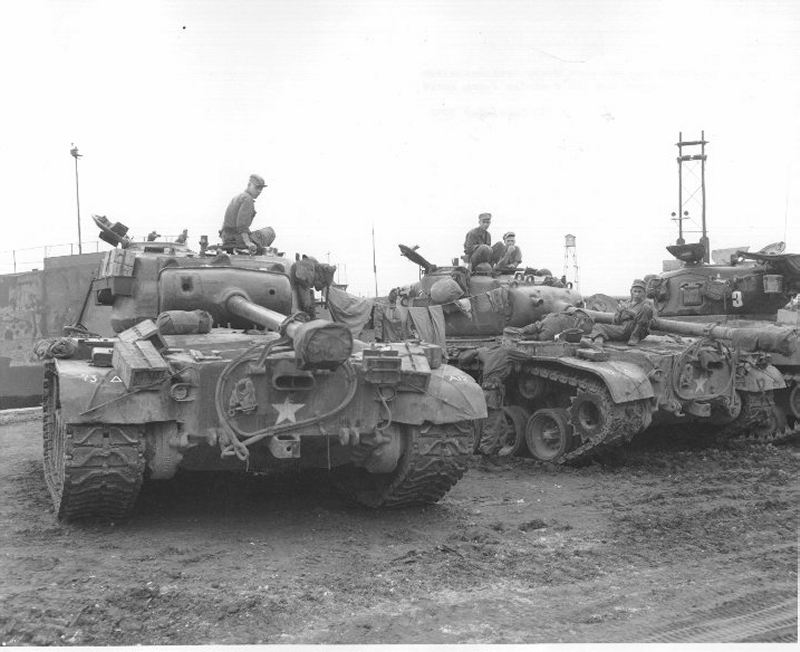
Tanky Pershing v Koreji

Po německé ofenzívě v Ardenách se ukázalo, že americko-britským silám chybí tank, který by v přímém boji obstál s německými Panthery, Tigery i Königstigery. Američané proto v lednu roku 1945 poslali do Evropy prvních dvacet Pershingů, které byly přiřazeny k 3. a 9. tankové divizi. Další dvě stovky Pershingů dorazily do Evropy začátkem března. K prvním soubojům Pershingů s Tigery začalo docházet v únoru 1945. Nejznámějším střetem je ten ze 7. března 1945, kdy Pershing zničil Panthera díky stabilizátoru, jelikož první ze tří střel vypálil ještě za jízdy, což němečtí tankisté nemohli, neboť jim přesnou střelbu za jízdy absence stabilizátoru v jejich strojích nedovolovala. Nicméně, všechny střely zasáhly Panthera do boku, kde byl pancíř mnohem slabší. Díky tomu zasáhl palivovou nádrž a následný požár tank zničil. Každopádně, vzhledem k pozdnímu nasazení a malému počtu do bojů Pershing významněji nezasáhl.
Do Evropy byl taktéž zaslán první prototyp tanku T26E4 Super Pershing. Dočkal se dvou soubojů. V prvním zničil neidentifikované obrněné vozidlo. Druhý se odehrál ve městě Dessau, kde údajně porazil tank Tiger II. Není však jisté, zda se opravdu jednalo o tank Tiger II. K závěru, že se pravděpodobně nejednalo o tento tank vede i to, že nejbližší prapor vybavený tanky Tiger II se měl nacházet 70 mil od města. Také se uvádí, že se dokonce mohlo jednat pouze o tank Panzer IV.
Následně byly tyto stroje nasazeny ve válečném konfliktu v Koreji, kde si vedly dobře proti sovětským tankům T-34. Nízký výkon motoru však v hornatém terénu Koreje neblaze ovlivňoval jeho použití, což nakonec vedlo k jeho nahrazení za inovovaný M46 Patton, který spočíval ve výměně kanónu a motoru. U některých tanků byl vyměněn pouze kanón a byly nazvány M26A1. Zajímavostí je, že byl tento kanón jeden z prvních vybavených ejektorem